# Rayon effectif
En astronomie, le rayon effectif est un rayon de référence pour une galaxie. Plus précisément, c'est le rayon à l'intérieur duquel la moitié de la luminosité totale du système est émise. Cela nécessite l'hypothèse que la galaxie a une symétrie sphérique. Le rayon effectif est utilisé comme référence dans la loi de de Vaucouleurs, aussi appelée loi {\displaystyle R^{1/4}} :
{\displaystyle \log _{10}\left({\frac {I(r)}{I_{\rm {eff}}}}\right)=-3.3307\left[\left({\frac {r}{R_{\rm {eff}}}}\right)^{1/4}-1\right]}
où {\displaystyle I_{\rm {eff}}} est la brillance de surface à {\displaystyle r=R_{\rm {eff}}}.